# Нако, Дако, Цако – коминочистачи
„Нако, Дако, Цако – коминочистачи“ е български телевизионен игрален филм (комедия) от 1976 година на режисьорите Мирослав Миндов и Нейчо Попов, по сценарий на Петър Незнакомов. Оператор е Стоян Злъчкин. Музиката във филма е композирана от Петър Ступел и Атанас Бояджиев.
Музиката се изпълнява от естраден оркестър с диригент Вили Казасян при Комитета за телевизия и радио.
Първи филм от тв сериала „Нако, Дако, Цако“ .

## Сюжет
Филмът разказва забавната история на трима коминочистачи, които докато работят виждат убийство. Тримата решават да влязат в ролята на детективи и да направят разследване. В крайна сметка след много перипетии се оказва, че няма убийство, а се снима филм.

## Актьорски състав
| В ролите          | Изпълнител                        |
| ----------------- | --------------------------------- |
| Нако              | Георги Калоянчев                  |
| Дако              | Георги Парцалев                   |
| Цако              | Никола Анастасов                  |
| В останалите роли |                                   |
|                   | Жени Филипова                     |
| певицата          | Мария Стефанова                   |
| актьор            | Иван Касабов                      |
|                   | Л. Желязков                       |
| режисьорът        | Петър Божилов (като П. Божилов)   |
| мъж от кафенето   | Саркис Мухибян                    |
|                   | Н. Николов                        |
| художникът        | Иван Цветарски                    |
|                   | Димитър Учкунов                   |
|                   | А. Найденов                       |
|                   | А. Георгиев                       |
|                   | Н. Петкова                        |
|                   | С. Иванова                        |
|                   | Д. Хаджиилиев                     |
| Николай Николаев  | Николай Николаев (не е в титрите) |
| мъж от кафенето   | Димитър Георгиев (не е в титрите) |